# Enceinte mégalithique

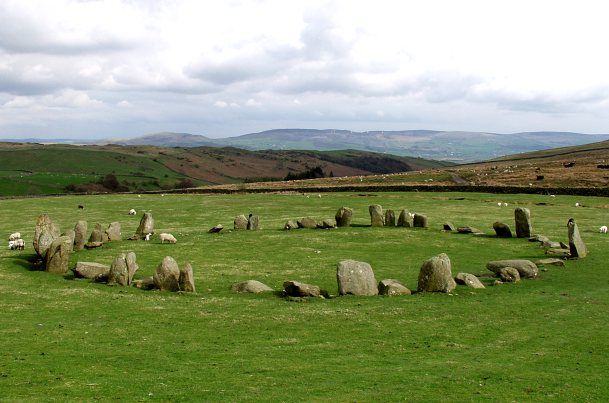
Cromlech circulaire de Swinside (Lake District, Angleterre).

Une enceinte mégalithique est un monument mégalithique constitué par un regroupement de monolithes disposés selon une forme variable (circulaire pour le cercle de pierres levées ou couchées, rectangulaire, piriforme), complète ou incomplète, et délimitant une surface. En Europe, les enceintes mégalithiques sont datées de la Préhistoire, ailleurs dans le monde leur construction est généralement beaucoup plus récente.
Le terme cromlech est communément utilisé comme synonyme de « cercle de pierres levées », bien que son utilisation ne fasse pas consensus parmi les spécialistes.

## Évolution linguistique
En français, un cromlech (ou cercle de pierres) désigne un monument mégalithique constitué d'un ensemble de pierres dressées (menhirs) disposées en cercle,,,. Cette définition commune ne fait toutefois pas consensus parmi les spécialistes.
En gallois, l'utilisation du mot est avérée dès le XIVe siècle sous la forme cromlegh. Il apparaît notamment dans le registre de Grandison, archevêque d'Exeter, et sera popularisé par Georges Owen dans son ouvrage History of Pembrokeshire. Le terme cromlech est composé des mots gallois crom (« courbée », « ronde ») et llech (« pierre plate »),,. Il désigne dans sa langue d'origine un cercle de pierres délimitant la chambre funéraire dans les tombes néolithiques du Pays de Galles, ou plus généralement un dolmen. Après être passé par l'anglais, le sens du mot évolue vers celui de « cercle de pierres levées » lorsqu'il est introduit dans la langue française au XVIIIe siècle.

## Caractéristiques
Le cliché du « cercle de pierres », figure courante dans les îles britanniques a souvent  été abusivement transposé en France où une telle organisation est quasi-inconnue.

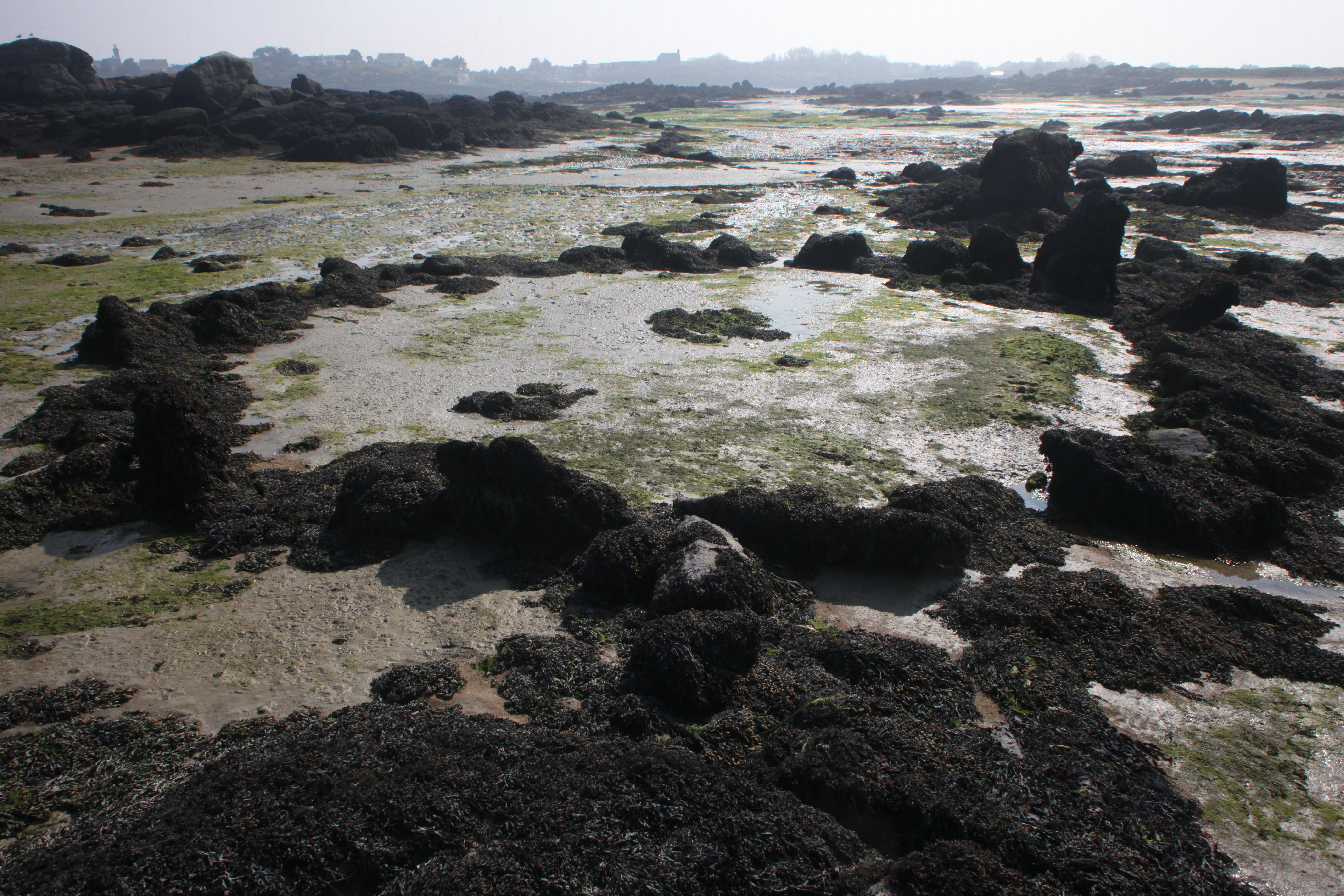
Cromlech de l'Œillet, Manche, France.

Selon la terminologie mégalithique imprécise et foisonnante, l'enceinte mégalithique préhistorique est constituée d'un regroupement de pierres dressées disposées selon une forme variable (cercle, arc de cercle, demi-cercle, en « fer à cheval », rectangulaire, piriforme), complète ou incomplète, fermée ou ouverte, délimitant une surface où les pierres sont généralement disposées de manière disjointe. La hauteur des pierres utilisées est  variable, entre un mètre et plusieurs mètres. Les cromlechs écossais dépassent en moyenne quatre mètres de hauteur (anneau de Brogdar). Les dimensions des enceintes sont très variables, de quelques dizaines de mètres à plus de 100 mètres (site de la Crêperie à Carnac, enceintes de la Rigalderie, des Peyrarines et d'Uzès dans le département du Gard). Les enceintes peuvent être isolées, jumelées avec une autre enceinte ou associées à un alignement mégalithique. Lorsque les pierres employées ou les enceintes ainsi délimitées sont de petites tailles, il est parfois difficile de les distinguer des structures d'habitat (fonds de cabane, fours) avec lesquelles elles peuvent facilement être confondues. 
En France, les seuls cercles de pierre connus sont le cromlech de l'Œillet dans l'archipel de Chausey, celui d'Organbide sur la commune d'Estérençuby, à cheval sur la frontière franco-espagnole, ainsi que le cromlech du Petit-Saint-Bernard, à cheval sur la frontière franco-italienne. Le terme a très souvent été généralisé, à l'excès, à toutes les constructions mégalithiques composées de plusieurs pierres dressées, non alignées, qu'on ne parvenait pas à classer dans un type d'architecture mégalithique précis. A titre d'exemple, en Indre-et-Loire, aucun des monuments qui furent jadis signalés comme enceinte mégalithique n'est plus désormais classé comme tel. D'une manière générale, les enceintes mégalithiques sont beaucoup moins fréquentes que les autres constructions mégalithiques (dolmens, menhirs) datées pourtant de la même période de construction. En Bretagne, les enceintes mégalithiques sont parfois associées à de grands alignements mégalithiques (Menec, Kerlescan, Kermario, Kerzhéro, Demoiselles de Langon) mais elles existent aussi de manière totalement indépendantes (Er Lannic, Tribunal de Saint-Just, Crucuno). Dans le Morbihan, les enceintes adossées à de grands alignements (Ménec, Kerlescan, Kermario, Kerzhéro), les enceintes sont disposées en position terminale (généralement à l’extrémité occidentale) et elles occupent systématiquement un point haut du site comme si les bâtisseurs avaient délibérément voulu les mettre en valeur, mais ce modèle carnacois ne se retrouve pas ailleurs.
On ne peut aujourd'hui expliquer précisément la fonction de ce type de monument. Les cercles de pierre abondent uniquement au Néolithique et à l'âge du bronze. En Irlande, les cercles de pierre  (ring stones) apparaissent dès le Néolithique et sont à l'origine bâtis comme entourage des grands monuments mégalithiques (tumulus de Newgrange). Ils évoluent tout au long de l'âge du bronze en divers groupes régionaux avec une histoire complexe : on passe ainsi d'une combinaison de fossés et talus (henge) à des constructions plus importantes de plus en plus élaborées (Stonehenge). Certains chercheurs ont émis l'hypothèse qu'il s'agissait de lieu de rassemblement cultuel ou de sites d'observations astronomiques.  Il en est ainsi en Écosse des enclos de pierre, incluant des pierres d'autel (recumbet stones), associés au culte lunaire. Selon les sites, ces hypothèses ne sont pas toujours formellement démontrées par la communauté scientifique. Si l'on peut considérer que les enceintes mégalithiques relèvent toutes du même principe de l'enclos sacré, pour autant les constructions correspondantes ne présentent aucune homogénéité architecturale (cercles de menhirs, péristalithe entourant un tumulus ou un dolmen) et il existe une énorme différence entre les petits cercles des tombes néolithiques (Pyrénées, Causses) et un ensemble monumental et aussi complexe que Stonehenge. La construction des enceintes mégalithiques relève autant du domaine funéraire que du domaine cultuel. 

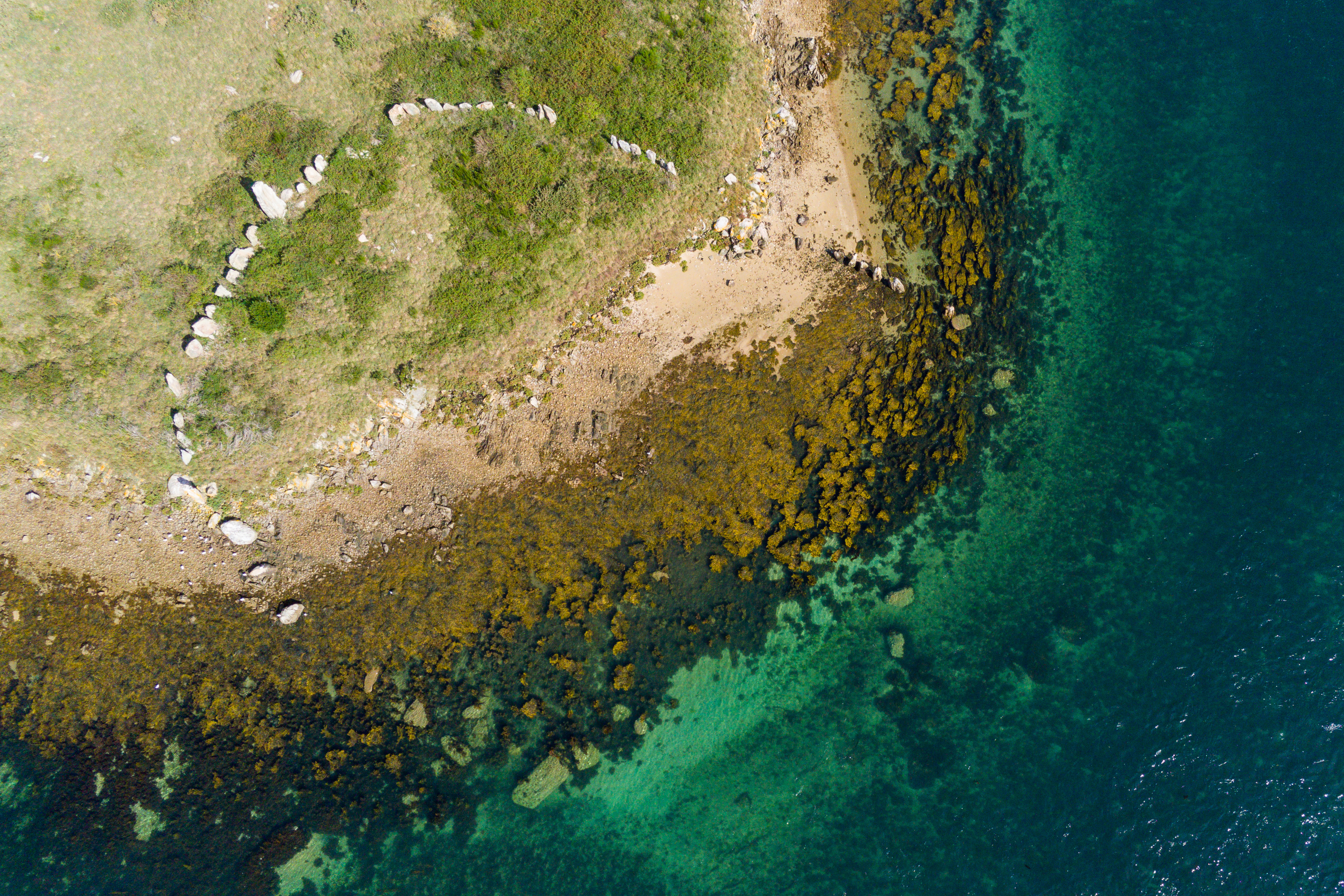
Cromlech d'Er Lannic en fer à cheval (Morbihan).

## Répartition dans le monde
En Europe, des enceintes mégalithiques sont visibles dans les pays nordiques (skibsaetninger), les îles Britanniques (Écosse, îles Orcades, Cornouailles) souvent en bordure de mer, dans les îles et les péninsules. On en compte près d'un millier en Grande-Bretagne et en Irlande. En France, l'implantation près des côtes est confirmée (Îles Chausey, Ouessant, Er-Lannic), et les cercles de pierre sont rares dans le Bassin Parisien, le Centre-Ouest, l'Aquitaine, les causses languedociens, mais abondants dans les Pyrénées (Pays Basque). On les retrouve en Espagne (Catalogne, Val d'Aran, bassins du Segre et de l'Erbre) et au Portugal (Almendres, Portela de Mogos) et quelques sites sont connus en Corse et en Sardaigne.
En dehors du continent européen, des enceintes mégalithiques existent en Afrique (Sénégal, Gambie, Ghana, Éthiopie , Maroc), en Asie (Japon, Thaïlande). Leurs périodes de construction sont généralement beaucoup plus récentes que celles  bâties en Europe. Au Japon, le site le plus notable est celui d'Oyu (préfecture d'Akita), daté d'environ 4 000 ans (période Jomon), surnommé le « Stonehenge japonais » avec ses deux cercles de pierre de 42 et 48 m de diamètre.

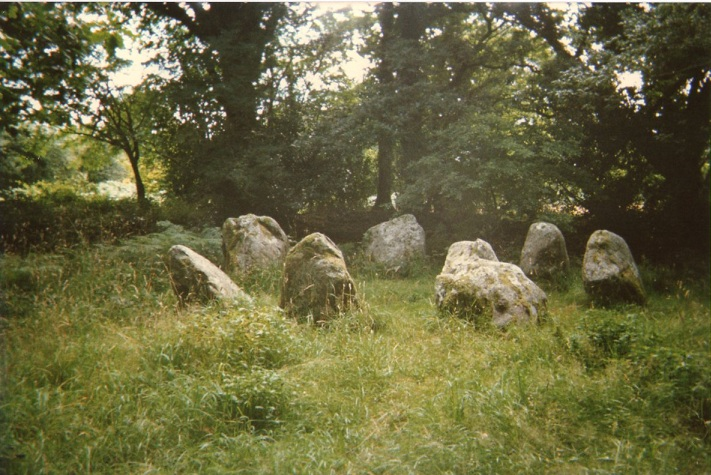
Le cromlech de Lissyviggeen (Irlande).
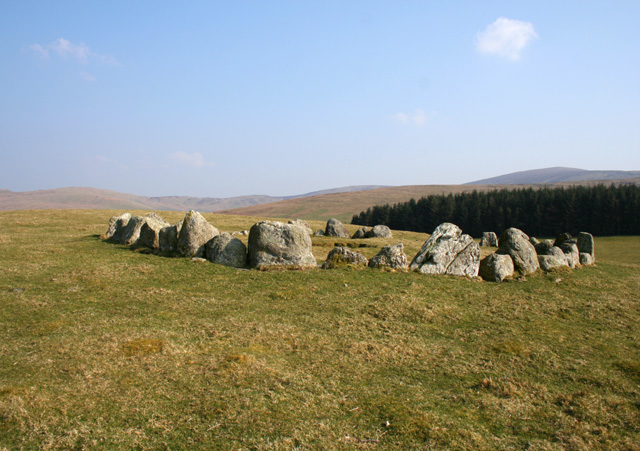
Moel Tŷ Uchaf (Pays de Galles).
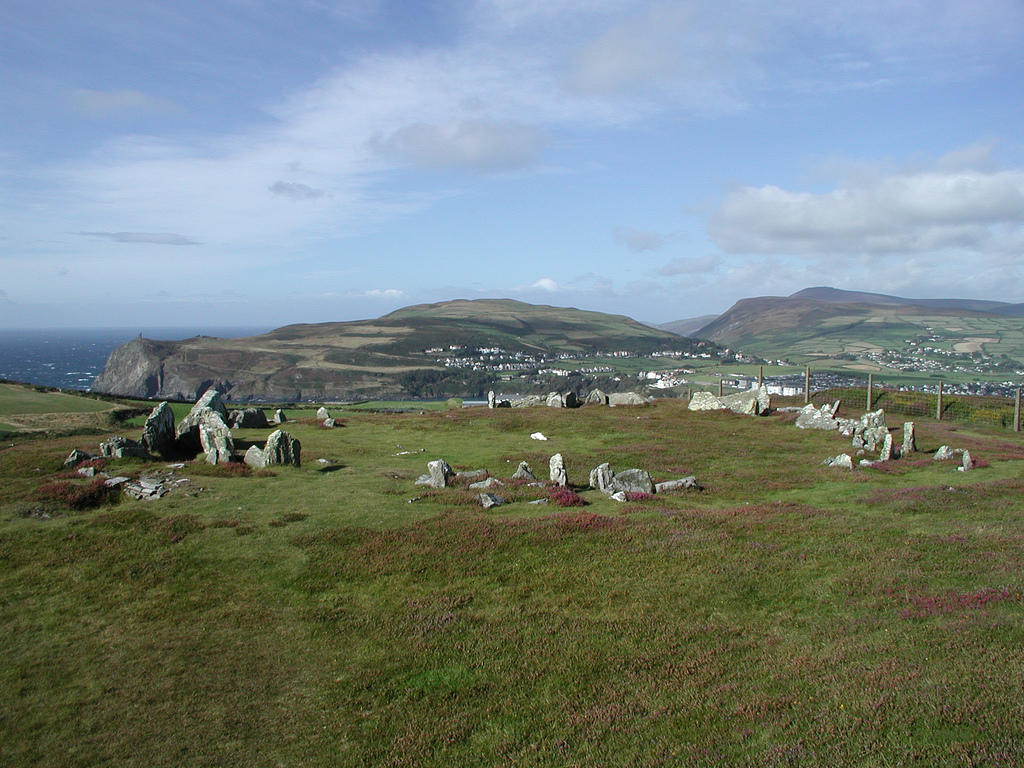
Mull Hill, (île de Man).
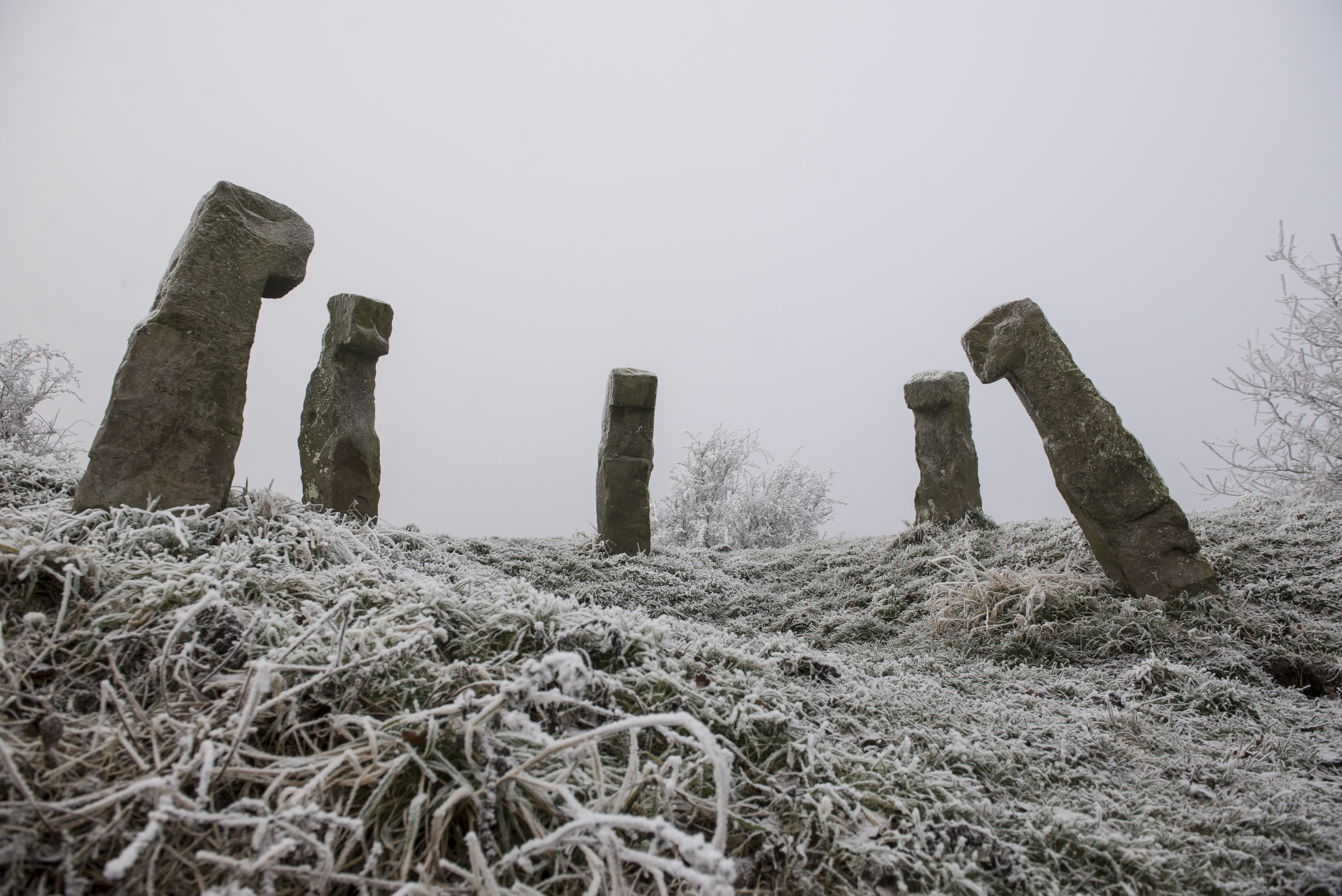
Tumulus des Bonnettes (France, Pas-de-Calais).
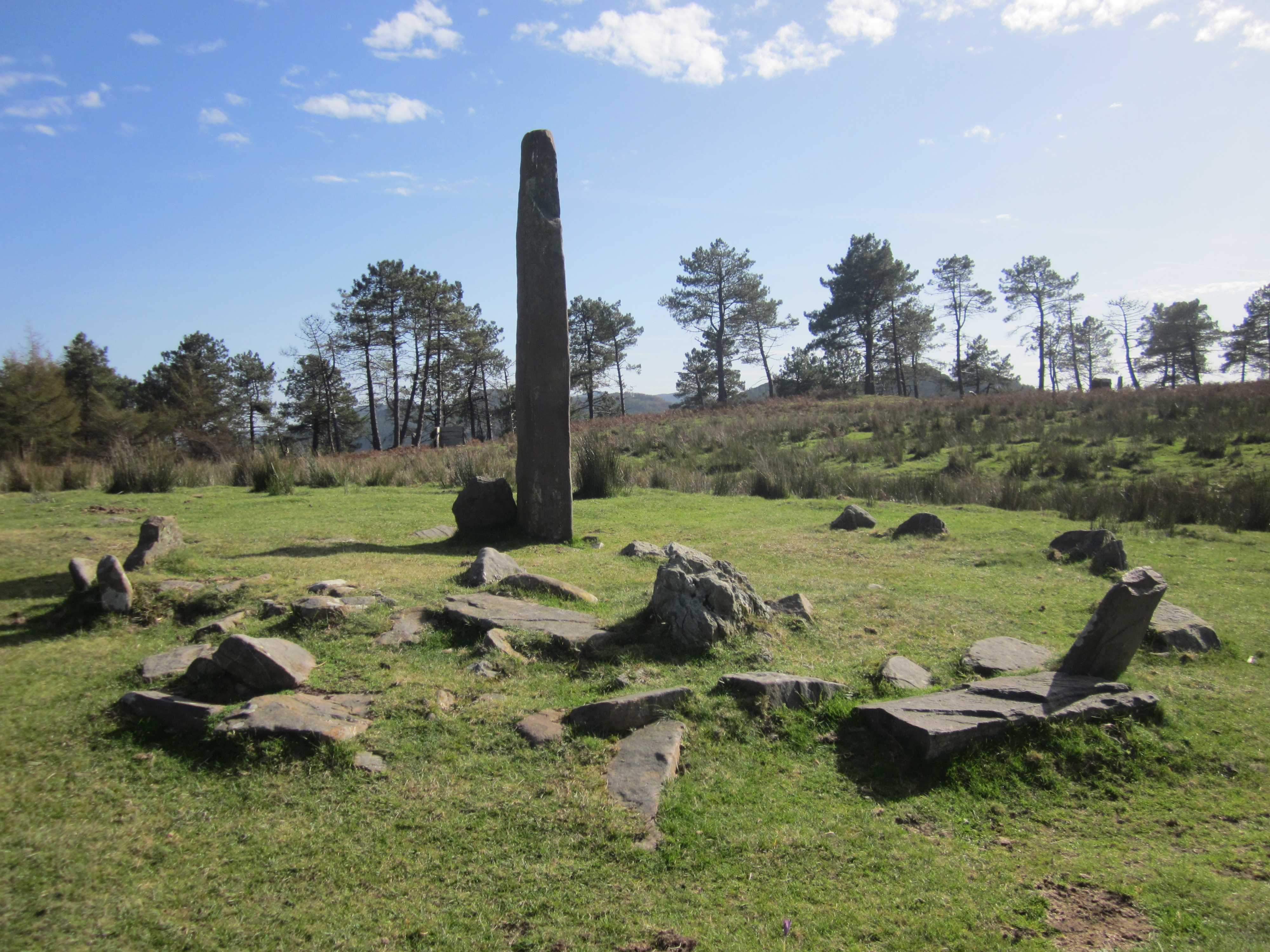
Cromlech et le menhir d'Eteneta (Espagne, Pays basque).
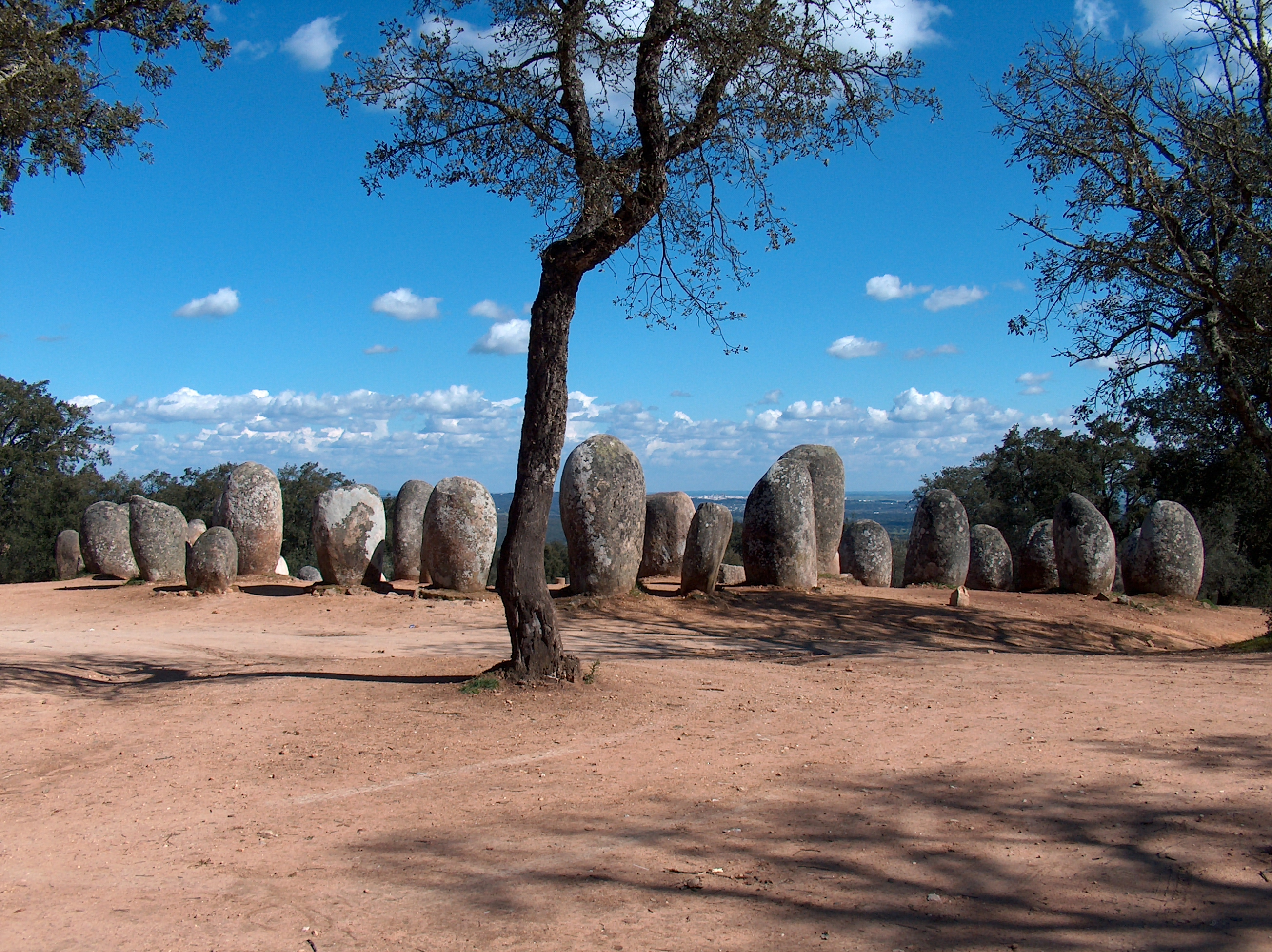
Cromlech des Almendres, Portugal.
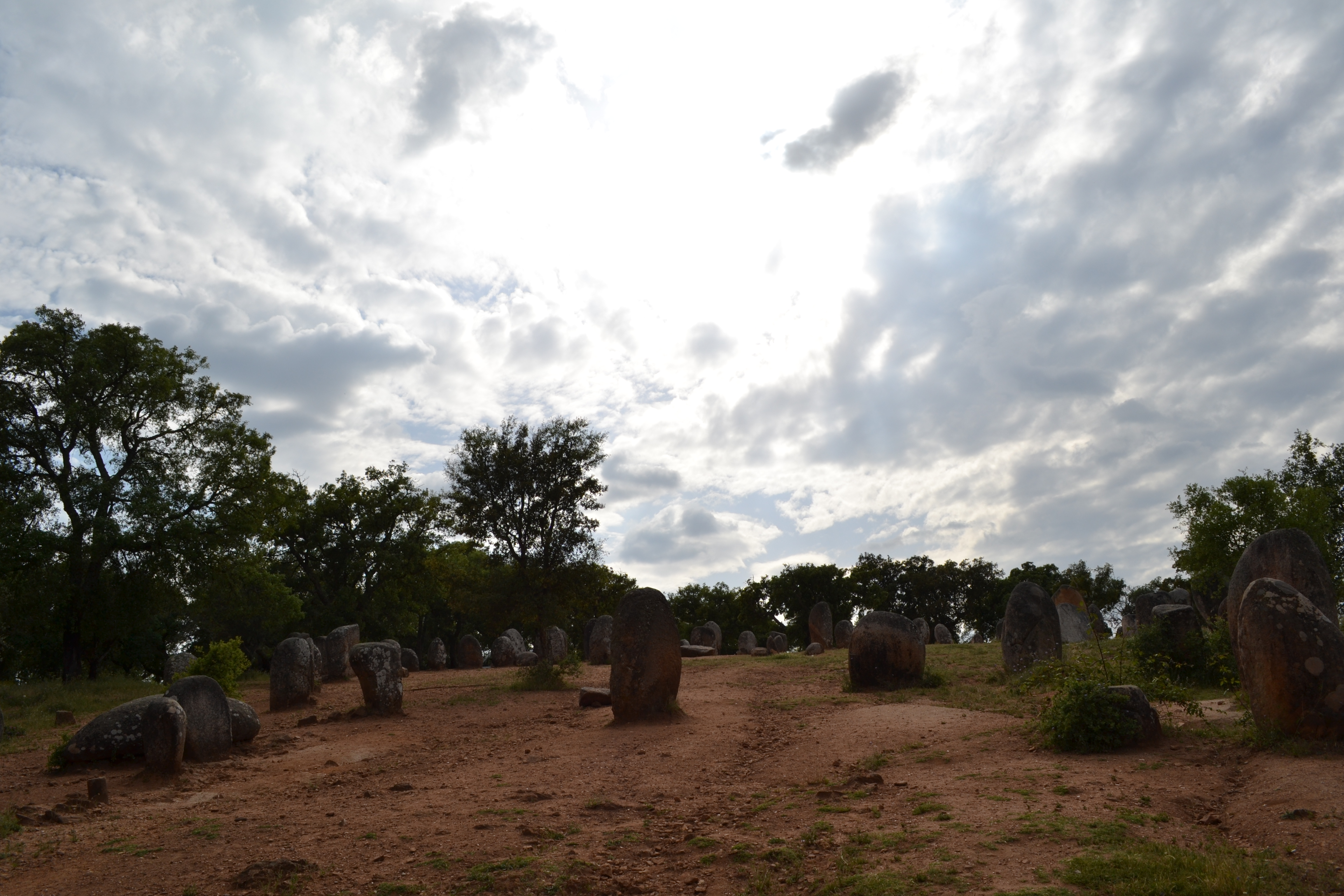
Cromlech de Portela de Mogos (Portugal).